# Kiełczewice Górne
Kiełczewice Górne – wieś w Polsce położona w województwie lubelskim, w powiecie lubelskim, w gminie Strzyżewice, nad rzeką Bystrzycą (dopływ Wieprza).
| SIMC    | Nazwa      | Rodzaj    |
| ------- | ---------- | --------- |
| 0391822 | Stara Wieś | część wsi |

W latach 1975–1998 miejscowość administracyjnie należała do województwa lubelskiego.
Wieś stanowi sołectwo gminy Strzyżewice. Według Narodowego Spisu Powszechnego z roku 2011 wieś liczyła 333 mieszkańców.